# Fernseh- und Kinotechnik
Die Fernseh- und Kinotechnik, kurz FKT, ist als Verbandszeitschrift der Fernseh- und Kinotechnischen Gesellschaft (FKTG) das offizielle Organ der Organisation. Sie berichtet über aktuelle Entwicklungen und Neuerungen auf dem Gebiet der Broadcast-Technik mit dem Schwerpunkt auf elektronischen Medien.
Rezipiert wird das Magazin von den Mitgliedern der FKTG, aber auch von interessierten Lesern, die sich über Technologien und Anwendungen im Broadcast-Bereich sowie über die Aktivitäten der Gesellschaft informieren möchten. Publiziert wird die FKT von dem Berliner Fachverlag Schiele & Schön.

## Geschichte
Die FKT wurde im Jahr 1947 gegründet und begleitet seither die Fernseh- und Kinotechnische Gesellschaft (FKTG) als offizielles, aber finanziell unabhängiges Organ. Beide Institutionen blicken auf eine noch viel längere Geschichte zurück, doch während die FKTG in der Nachkriegszeit offiziell die Rechtsnachfolge ihrer eigenen Gesellschaft antrat, wurde die ehemals 1919 gegründete zugehörige Zeitschrift Foto-Kino-Technik nicht weitergeführt. Ohne auf ihre Vorgängerzeitschrift Bezug zu nehmen, wurde ein neues Fachblatt mit gleichem Namen aus der Taufe gehoben.
1951 wurde dieses in Kino-Technik (KT) verkürzt, um 1953 wieder in FKT, dann aber als Kürzel für Film-Kino-Technik umbenannt zu werden. Erst 1969 bekam die FKT ihre heutige Bezeichnung: Fernseh- und Kino-Technik.
Lange Jahre war die FKT die einzige im freien Handel erhältliche Fachzeitschrift, die sich thematisch mit der Technik von Film und Fernsehen beschäftigte. Dies änderte sich erst mit der Einführung des Privatfernsehens in der BRD in den 80er Jahren.
Mit der nun steigenden Zahl an Magazinen mit ähnlichen Inhalten wurde es nötig, einen besonderen Schwerpunkt zu etablieren, der die FKT von den übrigen Publikationen unterschied. Die Wahl fiel auf eine wissenschaftlich geprägte Berichterstattung, die zwar zu Lasten der leichteren Lesbarkeit und Verständlichkeit ging, jedoch ein hohes fachliches Niveau garantierte.
2002 wurde die bis dahin vom Institut für Rundfunktechnik herausgegebene Zeitschrift RTM – Rundfunktechnische Mitteilungen in die FKT integriert. Vorher war das Fachblatt nicht im freien Handel erhältlich.
Nachdem die FKT 57 Jahre lang von dem Heidelberger Verlag Hüthig veröffentlicht worden war, übernahm diese Aufgabe im Jahr 2004 der Berliner Verlag Schiele & Schön.
2006 feierte die Zeitschrift schließlich ihr 60-jähriges Bestehen. Aus diesem Anlass wurde eine mehrteilige Serie mit dem Titel „60 Jahre Entwicklung von Film und Fernsehen aus der Sicht der Zeitschriftenartikel in der FKT“ gestartet, die einen Rückblick auf die Themen und Inhalte der vergangenen 60 Jahre darstellt. Darin wurde jeweils im Dreijahresrhythmus in die Vergangenheit geblickt. Mit dem letzten Artikel in Ausgabe 12/2007 verabschiedete sich Norbert Bolewski nach 29 Jahren als Chefredakteur.

## Inhalte
Während die Inhalte der FKT in den Anfangsjahren dem technischen Wissensstand geschuldet ihren Schwerpunkt noch in den Bereich der Filmtechnik legten, hat sich das Bild im Laufe der Zeit gewandelt: Heute reicht das Themenspektrum von der Fernseh- und Videotechnik über die Film- und Audiotechnik bis zu den neuen elektronischen Medien.
Von den Lesern besonders geschätzt wird dabei die hohe fachliche Kompetenz der Autoren, die sich aus der Tatsache erklärt, dass die FKTG einen wissenschaftlichen Beirat stellt, der die Redaktion in ihrer Arbeit unterstützt.
Im Mittelpunkt der Berichterstattung stehen häufig Themen wie digitales Fernsehen, breitbandige Datenübertragung im Netzwerk, hochauflösende Fernseh- und Kinokameras sowie -bildschirme, Kabel- und Satellitenübertragung und Content-Management-Systeme.
Neben aktuellen Fachberichten über technische Entwicklungen und Nachrichten aus der Branche informiert die FKT auch über für Mitglieder der FKTG relevante Aktivitäten und Veranstaltungen.

## Chefredakteure
- 1947 – 1951 Karl Weiß
- 1952 – 1959 Herbert Grassmann
- 1960 – 1977 Wilhelm Roth
- 1978 – 10/2007 Norbert Bolewski
- 10/2007 – 12/2014 Reinhard E. Wagner
- 01/2015 – 10/2019 Angela Bünger
- seit 11/2019 Martin Braun

Quelle (bis 2014): Deutsches Fernsehmuseum Wiesbaden

## Auflage
Die FKT erscheint über das Jahr verteilt in acht Ausgaben, die von zwei Doppelausgaben ergänzt werden. Das Heft hat üblicherweise einen Umfang von ca. 50 Seiten. Die Mitglieder der FKTG erhalten die Zeitschrift automatisch, sie wird über den Mitgliedsbeitrag abgerechnet.
Die Druckauflage der FKT beträgt 2.290 Exemplare, die teils per Abo, teils über den freien Handel vertrieben werden.